# Inonotus tamaricis
Inonotus tamaricis är en svampart som först beskrevs av Narcisse Theophile Patouillard, och fick sitt nu gällande namn av René Charles Maire 1938. Inonotus tamaricis ingår i släktet Inonotus och familjen Hymenochaetaceae.   Inga underarter finns listade i Catalogue of Life.